# Victor Langer (Komponist, 1842)
Victor Langer (auch: Viktor Langer; * 14. Dezember 1842 in Pest, Kaisertum Österreich; † 19. März 1902 in Budapest) war ein ungarischer Komponist und Dirigent.

## Leben
Der Sohn eines Gesangslehrers studierte am Leipziger Konservatorium bei Carl Reinecke, und Moritz Hauptmann und in Budapest bei Robert Volkmann. Er komponierte als Student eine Ouvertüre für großes Orchester, die bei den jährlichen öffentlichen Konzerten der Studenten aufgeführt wurde. Nach seiner Rückkehr nach Ungarn zählte er zum Freundeskreis um Franz Liszt, an dessen Werken er zugleich die kosmopolitischen und die national ungarischen Züge schätzte. Als Musikkritiker setzte er sich in ungarischen Zeitschriften für die Werke Richard Wagners ein.
Langer komponierte Lieder unter dem Pseudonym Ogyck und Klavierbearbeitungen populärer ungarischer Lieder, Tänze und Märsche (u. a. "Perlen aus ungarischen Volksliedern") unter dem Pseudonym Tisza Aladár. Stilistisch zeigte er sich dabei von Liszt, Wagner und Schumann beeinflusst.